# Liste der Stolpersteine in Gernsheim
Die Liste der Stolpersteine in Gernsheim enthält die Stolpersteine, die im Rahmen des gleichnamigen Kunst-Projekts von Gunter Demnig in Gernsheim verlegt wurden. Mit ihnen soll an die Opfer des Nationalsozialismus erinnert werden, die in Gernsheim lebten und wirkten.

## Liste der Stolpersteine
| Name                   | Adresse                | Bild | Inschrift | Verlegedatum  | Biografie und Anmerkungen |
| ---------------------- | ---------------------- | ---- | --- | ------------- | ------------------------- |
| Adam Philipp Wenzel    | Bleichstraße 27 ·      |      | Hier wohnte Adam Philipp Wenzel Jg. 1905 desertiert 1943 verhaftet 1943 hingerichtet 3.11.1943 Frankfurt-Preungesheim                   | 7. Nov. 2013  |                           |
| Bernhard Spiess        | Einsiedlerstraße 6 ·   |      | Hier wohnte Bernhard Spiess Jg. 1862 unfreiwillig verzogen 1939 Mainz Schicksal unbekannt                                               | 4. Feb. 2015  |                           |
| Emma Spiess            | Einsiedlerstraße 6 ·   |      | Hier wohnte Emma Spiess geb. Emsheimer Jg. 1863 unfreiwillig verzogen 1939 Mainz deportiert 1942 Theresienstadt ermordet 3.1.1943       | 4. Feb. 2015  |                           |
| Karoline Weil          | Elisabethenstraße 11 · |      | Hier wohnte Karoline Weil geb. Guckenheimer Jg. 1855 unfreiwillig verzogen 1939 Mainz deportiert 1942 Theresienstadt ermordet 5.12.1942 | 4. Feb. 2015  |                           |
| Leiser Hirschkorn      | Magdalenenstraße 39 ·  |      | Hier wohnte Leiser Hirschkorn Jg. 1893 Flucht 1939 England                                                                              | 14. Mai 2018  |                           |
| Civia Baile Hirschkorn | Magdalenenstraße 39 ·  |      | Hier wohnte Civia Baile Hirschkorn geb. Neumann Jg. 1896 Flucht 1939 England                                                            | 14. Mai 2018  |                           |
| Pater Dionys           | Maria Einsiedel ·      |      | Hier arbeitete Pater Dionys verhaftet 1941 'kritische Äußerungen' Dachau tot an Typhus 3.2.1943                                         | 24. Juni 2013 |                           |
| Hermann Weil           | Riedstraße 25 ·        |      | Hier wohnte Hermann Weil Jg. 1874 Flucht 1938 USA                                                                                       | 6. Juli 2016  |                           |
| Elsa Weil              | Riedstraße 25 ·        |      | Hier wohnte Elsa Weil geb. Weissann Jg. 1887 Flucht 1938 USA                                                                            | 6. Juli 2016  |                           |
| Adolf Hermann Weil     | Riedstraße 25 ·        |      | Hier wohnte Adolf Hermann Weil Jg. 1909 Flucht 1935 USA                                                                                 | 6. Juli 2016  |                           |
| Klara Weil             | Riedstraße 25 ·        |      | Hier wohnte Klara Weil Jg. 1912 Flucht 1933 Frankreich USA                                                                              | 6. Juli 2016  |                           |
| Max Hahn               | Schafstraße 13 ·       |      | Hier wohnte Max Hahn Jg. 1890 verhaftet Nov. 1937 'versuchte Rassenschande' Zuchthaus Waldheim 1940 Sachsenhausen tot 12.6.1940         | 7. Nov. 2013  |                           |
| Berta Hahn             | Schafstraße 13 ·       |      | Hier wohnte Berta Hahn geb. Katz Jg. 1893 deportiert 1942 Piaski ermordet                                                               | 7. Nov. 2013  |                           |
| Hildegard Hahn         | Schafstraße 13 ·       |      | Hier wohnte Hildegard Hahn Jg. 1921 deportiert 1942 Piaski ermordet                                                                     | 7. Nov. 2013  |                           |
| Kurt Hahn              | Schafstraße 13 ·       |      | Hier wohnte Kurt Hahn Jg. 1923 deportiert 1942 Piaski ermordet                                                                          | 7. Nov. 2013  |                           |
| Josef Hahn             | Schafstraße 13 ·       |      | Hier wohnte Josef Hahn Jg. 1930 deportiert 1942 Piaski ermordet                                                                         | 7. Nov. 2013  |                           |
| Sigmund Nahm           | Schafstraße 25 ·       |      | Hier wohnte Sigmund Nahm Jg. 1866 Flucht 1939 England                                                                                   | 4. Feb. 2015  |                           |
| Florentine Nahm        | Schafstraße 25 ·       |      | Hier wohnte Florentine Nahm geb. Mayer Jg. 1870 Flucht 1939 England                                                                     | 4. Feb. 2015  |                           |
| Helene Nahm            | Schafstraße 25 ·       |      | Hier wohnte Helene Nahm verh. Strauss Jg. 1894 Flucht 1939 England                                                                      | 4. Feb. 2015  |                           |
| Hermann Nahm           | Schafstraße 25 ·       |      | Hier wohnte Hermann Nahm Jg. 1905 deportiert ermordet in Auschwitz                                                                      | 4. Feb. 2015  |                           |
| Jakob Schiefer         | Schmiedgasse 2 ·       |      | Schmiedgasse 2 wohnte Jakob Schiefer Jg. 1875 deportiert 1942 Piaski ermordet                                                           | 24. Juni 2013 |                           |
| Richard Schiefer       | Schmiedgasse 2 ·       |      | Schmiedgasse 2 wohnte Richard Schiefer Jg. 1930 deportiert 1942 Piaski ermordet                                                         | 24. Juni 2013 |                           |
| Rosa Schiefer          | Schmiedgasse 2 ·       |      | Schmiedgasse 2 wohnte Rosa Schiefer geb. Vollmann Jg. 1898 deportiert 1942 Piaski ermordet                                              | 24. Juni 2013 |                           |
| Hirsch Levi            | Wallstraße 2 ·         |      | Hier wohnte Hirsch Levi Jg. 1873 Flucht 1937 USA                                                                                        | 14. Mai 2018  |                           |
| Hedwig Levi            | Wallstraße 2 ·         |      | Hier wohnte Hedwig Levi geb. Fleischhacker Jg. 1891 Flucht 1937 USA                                                                     | 14. Mai 2018  |                           |
| Kurt Ludolf Levi       | Wallstraße 2 ·         |      | Hier wohnte Kurt Ludolf Levi Jg. 1909 Flucht 1937 USA                                                                                   | 14. Mai 2018  |                           |